# 凯萨加米省立公园
凯萨加米省立公园（Kesagami Provincial Park）位于加拿大北安大略地区的科克伦区。公园1983年建成，是野外划独木舟、露营和钓鱼的场所。公园的主体部分是围绕着凯萨加米湖的一大片近乎矩形的土地，公园另一部分为凯萨加米河两岸200（660英尺）宽的长条形土地，从凯萨加米湖口延伸至哈里卡纳河河口。公园名称的含义是“温水”。
公园处于地理位置偏远的詹姆斯湾低地，是安大略省最北端的公园之一，刚好在林木线以南。公园地势平坦，排水不畅，一年中大部分时间都处于冰冻状态。
公园的显著特色包括历史和考古遗址、北方林地驯鹿的产犊地、从凯萨加米湖到汉娜湾的凯萨加米河独木舟路线，以及北方森林的典型动植物群。公园的另一大亮点是占地20,780公頃（51,300英畝）的凯萨加米湖，其面积在詹姆斯湾地区独一无二。这个浅水湖以白斑狗鱼和玻璃梭鲈的垂钓而闻名。此外，凯萨加米湖畔4米高（13英尺）的泥炭悬崖被浪冲刷成奇形怪状的深洞和粗柱，长期以来一直被认为是“罕见的”。
该公园处于非运营的状态，没有公共设施或服务，只能通过航运或水路到达。凯萨加米湖畔有一家商业旅馆。

## 历史
1777年，哈德森湾公司在凯萨加米湖畔开设了贸易站“梅萨卡米之家”（Mesackamee House），凯萨加米湖以前也被称作梅萨卡米湖（/）。该贸易站旨在保护该公司在阿伯蒂比（Abitibi）地区的业务免受竞争对手的破坏，1779年10月该站被废弃。
公园1983年6月7日建成，次年扩建了1,777公頃（4,390英畝）。

## 动植物
公园的地形以泥炭沼、厚苔沼和大片沼泽草地为主。主要树种是矮小的黑云杉，零星分布着香脂树、冷杉和落叶松林。已知的其他树种有北美落叶松、颤杨和北美白桦（Betula papyrifera）
公园里的动物包括驼鹿、林地驯鹿、熊、狼、泽旅鼠、水獭和貂。
凯萨加米湖的鱼类包括江鳕、鲱鱼、白斑狗鱼、普通康氏亚口鱼和真亚口鱼、鲈鱼、玻璃梭鲈和湖白鱼。